# Bagaroua
Bagaroua este o comună rurală din departamentul Illéla, regiunea Tahoua, Niger, cu o populație de 45.112 locuitori (2001).